# Mariana
För andra betydelser, se Mariana (olika betydelser).
Mariana är ett kvinnonamn av romerskt, alltså latinskt, ursprung. Namnet är en romersk feminin form av det latinska namnet Marianus. I efterklassisk tid har namnet ofta tolkats som en sammanslagning av Maria och Ana.

## Namnets bruk
I tabellen nedan återges i vilken omfattning namnet används i nutid i en del länder:
| Land och källa | Personer som heter Mariana | Placering som kvinnonamn | Statistikdatum   | Kommentar                               |
| -------------- | -------------------------- | ------------------------ | ---------------- | --------------------------------------- |
| Danmark        | 186                        |                          | 1 januari 2012   | Endast bruk som första förnamn räknade. |
| Norge          | 153                        |                          | 1 januari 2012   |                                         |
| Spanien        | 23 240                     |                          | 1 januari 2010   |                                         |
| Sverige        | 7 520                      |                          | 31 december 2010 | Exkl. personer med skyddad identitet.   |
| USA            | 11 025                     | 931                      |                  |                                         |

## Mariana i Sverige
Namnet Mariana är i Sverige belagt första gången år 1403. Namnet är ovanligt att ge till barn; under 2000-talet har det under inget år givits till fler än tio nyfödda.
Mariana har i Sverige namnsdag den 30 april.

## Personer med namnet Mariana
- Mariana Victoria av Spanien, drottning av Portugal
- Mariana de Jesús de Paredes, katolskt helgon från Ecuador
- Marjana Deržaj, slovensk sångerska
- Mariana Efstratiou, grekisk sångerska
- Mariana Koskull, hovdam, mätress
- Mariana De Ron, konstnär
- Mariana av Mecklenburg-Strelitz, prins Fredriks (sedermera Fredrik VII av Danmark) andra gemål
- Mariana Popova, bulgarisk sångerska
- Mariana Simionescu, rumänsk tennisspelare, (gift med Björn Borg 1980 - 1984)
- Mariana Wallin, politiker (fp)